# Żirajr Szaghojan
Żirajr Szaghojan (orm. Ժիրայր Շաղոյան, ur. 10 kwietnia 2001 w Arrindży) – ormiański piłkarz, grający na pozycji lewoskrzydłowego w bułgarskim klubie CSKA Sofia, do którego jest wypożyczony z Araratu-Armenii. Wychowanek Piunika Erywań. W swojej karierze grał także w BKMA Erywań. Były młodzieżowy i obecny seniorski reprezentant Armenii.

## Statystyki kariery

### Klubowe
| Klub               | Sezon              | Liga               | Liga  | Liga   | Puchar kraju | Puchar kraju | Kontynentalne | Kontynentalne | Suma  | Suma   | Suma |
| Klub               | Sezon              | Poziom             | Mecze | Bramki | Mecze        | Bramki       | Mecze         | Bramki        | Mecze | Bramki |      |
| ------------------ | ------------------ | ------------------ | ----- | ------ | ------------ | ------------ | ------------- | ------------- | ----- | ------ | ---- |
| Ararat-Armenia     | 2018/2019          | Barcragujn chumb   | 11    | 0      | 4            | 1            | –             | –             | 15    | 1      |      |
| Ararat-Armenia     | 2021/2022          | Barcragujn chumb   | 28    | 3      | 2            | 0            | –             | –             | 30    | 3      |      |
| Ararat-Armenia     | Łącznie            | Łącznie            | 39    | 3      | 6            | 1            | 0             | 0             | 45    | 4      |      |
| BKMA Erywań (wyp.) | 2019/2020          | Araczin chumb      | 20    | 21     | 0            | 0            | –             | –             | 20    | 21     |      |
| BKMA Erywań (wyp.) | 2020/2021          | Araczin chumb      | 24    | 27     | 4            | 1            | –             | –             | 28    | 28     |      |
| BKMA Erywań (wyp.) | 2022/2023          | Barcragujn chumb   | 6     | 5      | 0            | 0            | –             | –             | 6     | 5      |      |
| BKMA Erywań (wyp.) | Łącznie            | Łącznie            | 50    | 53     | 4            | 1            | 0             | 0             | 54    | 54     |      |
| CSKA Sofia (wyp.)  | 2022/2023          | Pyrwa PFL          | 7     | 0      | 0            | 0            | 0             | 0             | 7     | 0      |      |
| Łącznie w karierze | Łącznie w karierze | Łącznie w karierze | 96    | 56     | 10           | 2            | 0             | 0             | 106   | 58     |      |

### Reprezentacyjne
| Armenia | Armenia | Armenia |
| Rok     | Mecze   | Bramki  |
| ------- | ------- | ------- |
| 2021    | 6       | 0       |
| 2022    | 2       | 0       |
| Łącznie | 8       | 0       |

## Sukcesy

### Klubowe
Ararat-Armenia
- Mistrzostwo Armenii: 2018/2019

### Indywidualne
- Król strzelców Araczin chumb: 2020/2021 (31 goli)